# Sirivannavari
Sirivannavari Nariratana Rajakanya (Siriwanwari Narirat Ratchakanya; sinh ngày 8 tháng 1 năm 1987 ) là thành viên hiện tại của Hoàng gia Thái Lan và đồng thời cũng là một nhà thiết kế thời trang, vận động viên đua ngựa và vận động viên cầu lông. Cô là con gái duy nhất của Vua Vajiralongkorn với người vợ thứ hai là bà Sujarinee Vivacharawongse. Trong hàng kế vị ngai vàng Thái Lan cô đứng ở vị trí thứ 3 chỉ sau em trai Dipangkorn Rasmijoti và chị gái Bajrakitiyabha.

## Tiểu sử
Sirivannavari tốt nghiệp Cử nhân Nghệ thuật tại Đại học Chulalongkorn và thạc sĩ thiết kế tại École de la chambre syndicale de la couture parisienne. Cô được nâng lên thành Công chúa theo lệnh hoàng gia của ông nội cô, Quốc vương Bhumibol Adulyadej vào ngày 15 tháng 6 năm 2005.
Sirivannavari đại diện cho Thái Lan thi đấu cầu lông năm 2005 tại SEA Games 23 ở Philippines, giành huy chương vàng đồng đội. Trong điều này, cô tiếp bước ông nội của mình, Vua Bhumibol Adulyadej, người đã đại diện cho đất nước của mình trong các sự kiện đua thuyền quốc tế. Giải cầu lông lần đầu tiên ra mắt vào năm 2016, Thailand Masters, được đặt tên là Princess Sirivannavari Thailand Masters.
Năm 2007, Sirivannavari được Pierre Balmain, nhà thiết kế người Pháp, mời trình diễn thời trang của cô ở Paris. Bộ sưu tập Paris đầu tay của cô mang tên Hiện diện của quá khứ, dựa trên những ký ức về người bà hoàng gia của cô cũng như mang đến cách giải thích hiện đại cho trang phục truyền thống của Thái Lan. Năm sau, cô trình diễn buổi trình diễn thời trang của riêng mình tại Paris. Cô đã thiết kế một chiếc váy do thí sinh Thái Lan mặc trong cuộc thi Hoa hậu Hoàn vũ Thái Lan 2018.
Sirivannavari bắt đầu cưỡi ngựa từ năm 9 tuổi. Cô được đào tạo tại Pháp tại International Moniteur d'Equitation, Le Cadre Noir de Saumur. Cô đã thi đấu với tư cách là thành viên của đoàn thể thao cưỡi ngựa Thái Lan tại SEA Games 27 và SEA Games 29.